# Tratado de Kiajta

Mongolia en 1915.

El tratado de Kiajta, suscrito el 29 de mayo de 1915 en Kiajta, fue un tratado internacional tripartito entre el  Imperio ruso, el Kanato de Mongolia, y la República de China.
Mediante el tratado Rusia y China reconocieron la autonomía de Mongolia (como parte del territorio chino); Mongolia reconoció la suzeranía de China, y la Mongolia autónoma acordó que no tenía derecho a firmar tratados internacionales con países extranjeros con respecto a temas políticos o territoriales.
El representante de Mongolia, el primer ministro Tögs-Ochiryn Namnansüren, tenía la firme determinación de ampliar la autonomía hasta alcanzar una independencia de facto, y denegarle a los chinos todo excepto un poder de suzeranía vago y noefectivo. Los chinos buscaban minimizar, si no eliminar, la autonomía de Mongolia. En todo caso, Mongolia permaneció de hecho fuera del control chino. Los mongoles consideraron al tratado un desastre ya que negaba el reconocimiento de un estado pan-mongol realmente independiente.
El tratado recortaba de manera importante la independencia de Mongolia declarada en 1911, pero con el tiempo se convirtió en un instrumento dudoso luego de la Revolución de Octubre de 1917, y la proclamación de la República Popular de Mongolia en 1921.